# Scabiosa micrantha
Scabiosa micrantha là một loài thực vật có hoa trong họ Kim ngân. Loài này được Desf. miêu tả khoa học đầu tiên..